# 丁绪宝
丁绪宝（1894年—1991年），男，安徽阜阳人，中国物理教育家，曾任广西大学、贵州大学、浙江大学、浙江师范学院等校教授，国家科委计量局研究员。